# Welwel-Chai
Welwel-Chai är ett vattendrag i Azerbajdzjan.   Det ligger i distriktet Xaçmaz Rayonu, i den nordöstra delen av landet, 130 km nordväst om huvudstaden Baku.